# Jüdischer Friedhof (Schwanenberg)

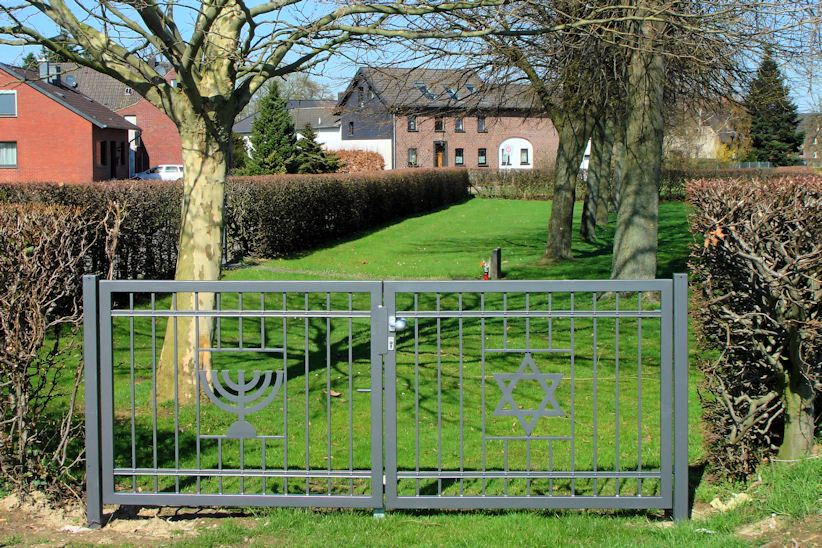
Der Platz mit dem Gedenkstein

Der Jüdische Friedhof Schwanenberg liegt am Ortsausgang von Lentholt, einem Weiler, der zu Schwanenberg, einem Stadtteil von Erkelenz im Kreis Heinsberg (Nordrhein-Westfalen), gehört.
Die erste schriftliche Nachricht von dem jüdischen Friedhof in Lentholt liegt mit dem Urkataster aus dem Jahre 1819 vor, in welchem eine Feldflur „Am Juden Kirchhof“ genannt wird. Entsprechend jüdischen Geboten lag der Platz außerhalb der Siedlung im umliegenden Land und stammte aus dem Besitz der französischen Domänenverwaltung, die während der französischen Besatzung des Rheinlandes (1797–1814) den enteigneten Besitz des Adels verwaltet hatte. Somit waren Voreigentümer vermutlich die Herren von Wickrath gewesen, denen Schwanenberg und Lentholt gehört hatten und die auch den Aufenthalt von Juden in ihrer Herrschaft genehmigen mussten.
Das Flurstück war mit Eichenbäumen bewachsen und als es 1818 zum Streit über die Eigentumsverhältnisse gekommen war, erinnerten sich drei als Zeugen vernommene ältere Bürger, dass dieser Platz vor mehr als 50 Jahren (also Mitte des 18. Jahrhunderts) unbewachsen und von der Gemeinde zum Rasenstechen, Bleichen und Viehtreiben genutzt worden war, wobei die Juden immer am südlichen Ende ihre Toten begraben hätten wie es heute noch geschehe.
Der Streit wurde 1820 zugunsten der Zivilgemeinde entschieden, die das Flurstück, das man jetzt „Judenacker“ nannte, roden ließ. Im Jahre 1868 wurde es geteilt und der nördliche, inzwischen wieder bewachsene Teil zum Acker gerodet, während der südliche Teil, der eigentliche Friedhof, schon 1865 von der jüdischen Gemeinde erworben worden war.
Bei den von den Nationalsozialisten im November 1938 organisierten Pogromen gegen jüdische Bürger und Einrichtungen wurde die zweite, 1868 eingeweihte Synagoge in Schwanenberg die Inneneinrichtung insbesondere durch die Hitlerjugend Schwanenberg schändend zerstört und von der Bevölkerung als Brennholz verwertet. Die baufällige Synagoge wurde 1949 abgebrochen. In Zusammenhang mit den Pogromen wurde auch der jüdische Friedhof in Lentholt geschändet, sämtliche Grabsteine (Mazewot) zerstört und für die angebliche Verwendung im Straßenbau abgefahren, aber auch von Landwirten zur Befestigung ihrer Hofeinfahrten benutzt. Das Gelände wurde eingeebnet und diente fortan als Gemüsegarten und Viehweide.
Wie groß die jüdische Gemeinde in Schwanenberg zu dieser Zeit war, lässt sich nicht feststellen. Namentlich bekannt sind 23 Personen, die dem nachfolgenden Holocaust zum Opfer fielen, ohne dass alle Opfer erfasst wären.
Nach dem Zweiten Weltkrieg forderte der Regierungspräsident in Aachen im Oktober 1958 die Gemeinde Schwanenberg auf, den Friedhof zu umzäunen und mit einer würdigen Gedenktafel zu versehen, die auf die Bedeutung der Stätte hinweist. Damit beschäftigte sich dann der Gemeinderat im April 1959 und ließ das Gelände mit Gras einsäen, mit einer Buchenhecke umfrieden und mit einer Hinweistafel versehen, dass sich dort ein alter jüdischer Friedhof befinde. Sechs Linden und eine Platane wachsen auf ihm. Heute gehört der Friedhof dem „Landesverband der Jüdischen Gemeinden von Nordrhein“. Gepflegt wird er von der Stadt Erkelenz.
Initiativen des evangelischen Pfarrers Dr. Paul Gerhard Aring (1926–2003) während seiner Amtszeit 1970–1979 zu einer Auseinandersetzung mit der eigenen Vergangenheit und mit dem christlich-jüdischen Dialog generell wurden von der Bevölkerung mit großem Vorbehalt und vielen Vorwürfen zur Kenntnis genommen. Erst eine sorgsame und seelsorgerlich orientierte theologische Fundierung der Fragen um Judentum und Unrecht durch Arings Nachfolger Erich Walter Fuchs (1932–2007) legten die Basis für eine intensivere Beschäftigung innerhalb der ev. Kirchengemeinde seit den 1990er Jahren.
Bezirksausschuss und Presbyterium einigten sich Mitte 2005 darauf, dass in Zusammenhang mit dem nächsten zu erschließenden Baugebiet im Bereich Schwanenberg eine Straße nach der jüdischen Familie Leyens benannt wird.
Die Begräbnisstätte ist die vierte Station der "Route gegen das Vergessen", die in Erkelenz auf die nationalsozialistische Gewaltherrschaft hinweist. Auf einer Informationstafel ist zu lesen:

„Schwanenberg – die erste jüdische Gemeinde

Schon um 1600 gab es in Schwanenberg eine jüdische Gemeinde – sie war die erste im Kreis Erkelenz.
Die zweite Schwanenberger Synagoge – 1868 erbaut – wurde nach der Reichspogromnacht am Mittag des 10. November 1938 zerstört. Auch der jüdische Friedhof an der Straße „In Lentholt“ wurde völlig verwüstet; die Grabsteine wurden vermutlich im Straßenbau verwendet und das Gelände landwirtschaftlich genutzt.
1959 wurde eine Gedenkstätte eingerichtet.“